# Năsal, Cluj
Năsal (în maghiară Noszoly) este un sat în comuna Țaga din județul Cluj, Transilvania, România. Satul a dat nume unui caș faimos, unic în lume, produs în regiune: Năsal.

## Monumente istorice
- Biserica Reformat-Calvină (secolul XV).
- Biserica românească din lemn „Sfinții Arhangheli Mihail și Gavril“ (1804), cu picturi interioare originale.

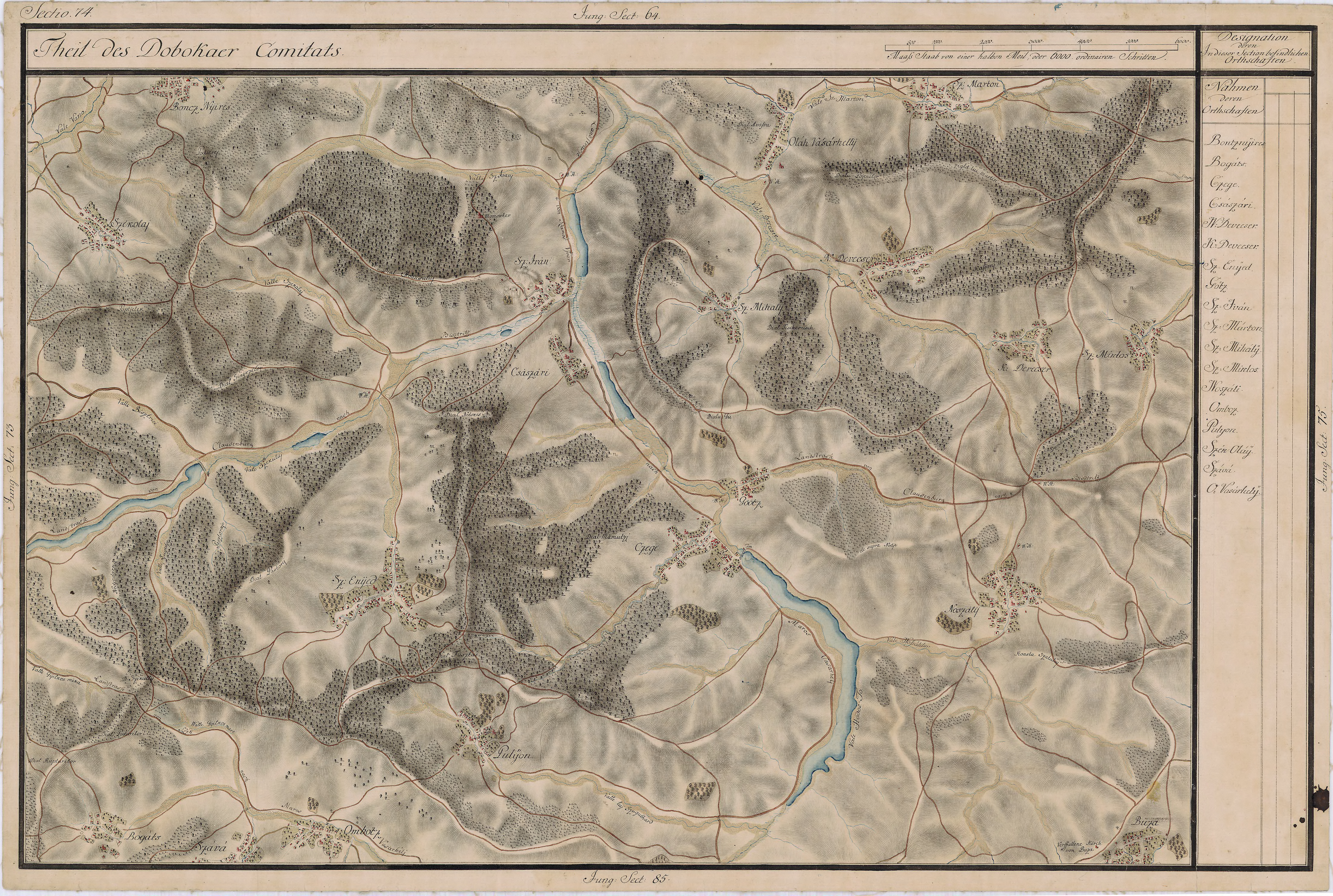
Năsal în Harta Iosefină a Transilvaniei, 1769-73

## Galerie de imagini
Biserica reformată, monument istoric (sec.XV)

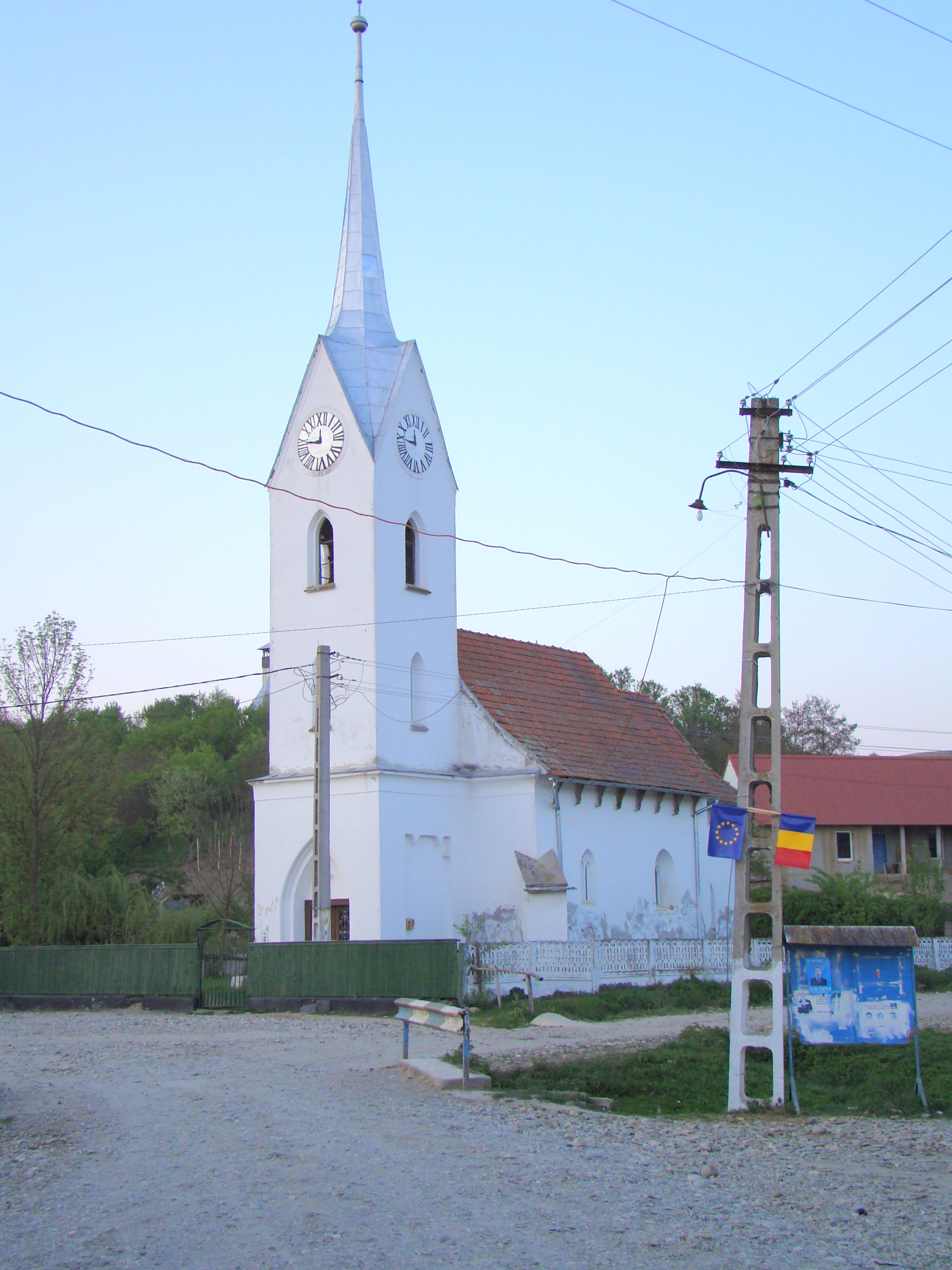
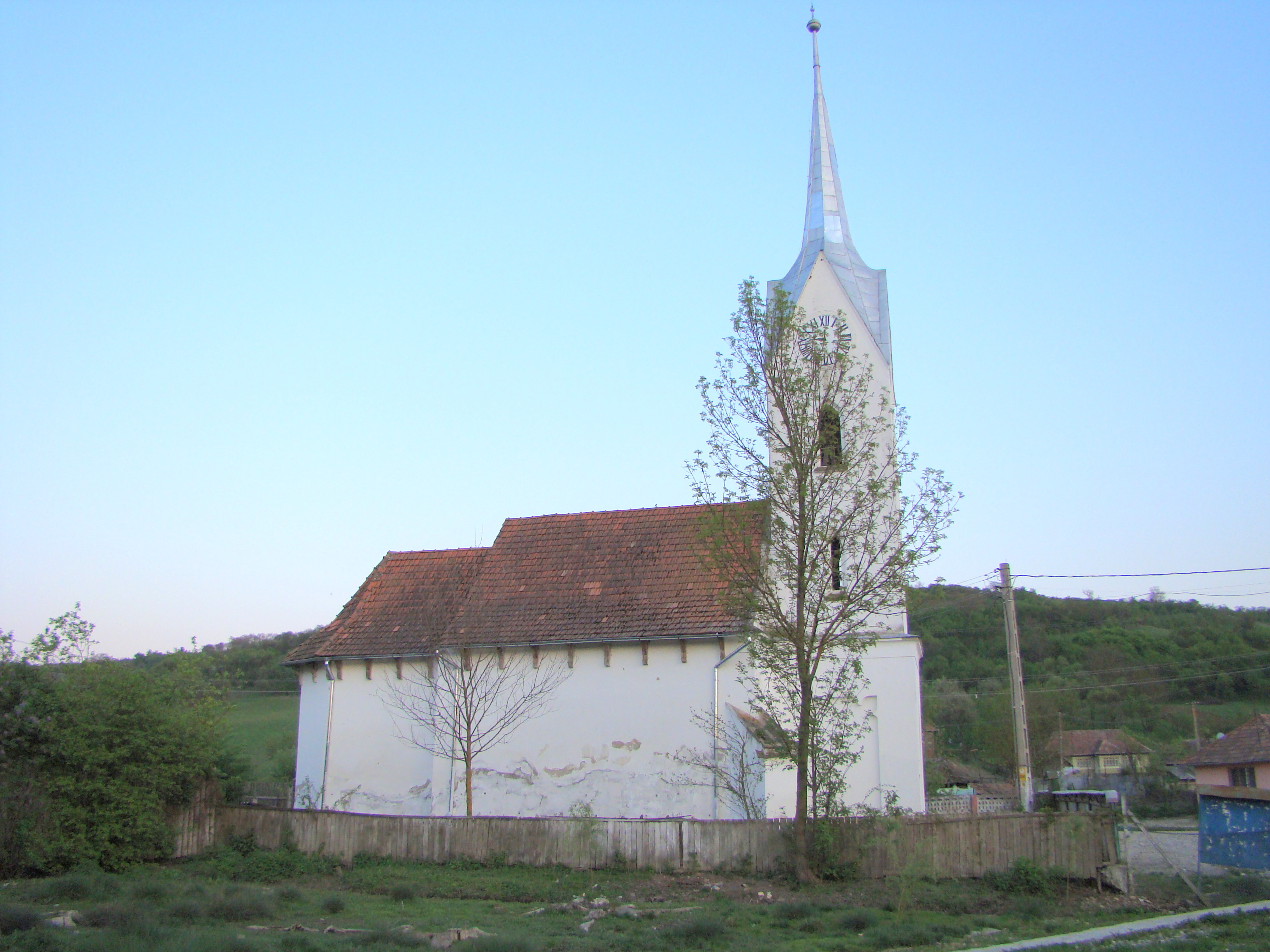
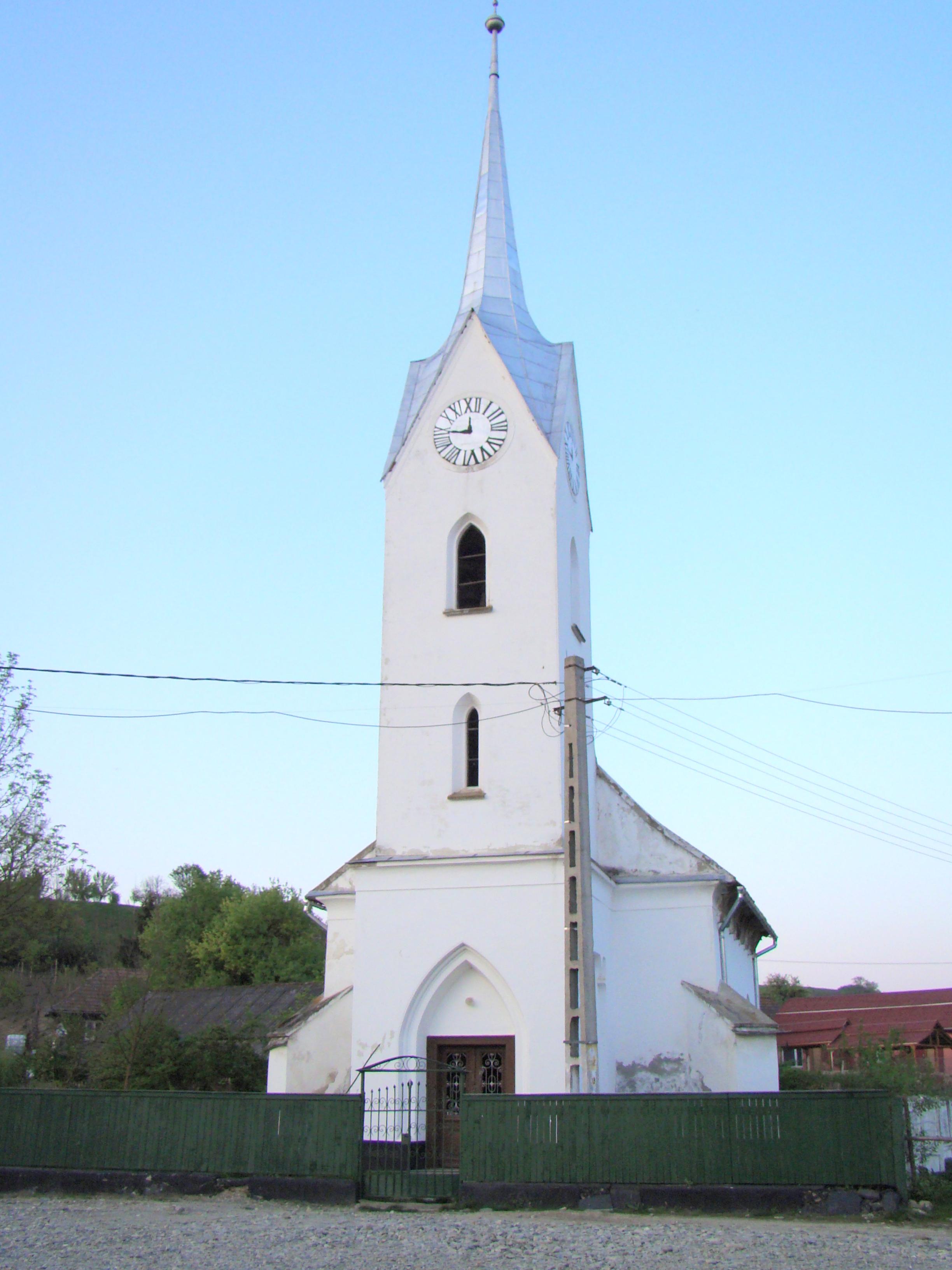
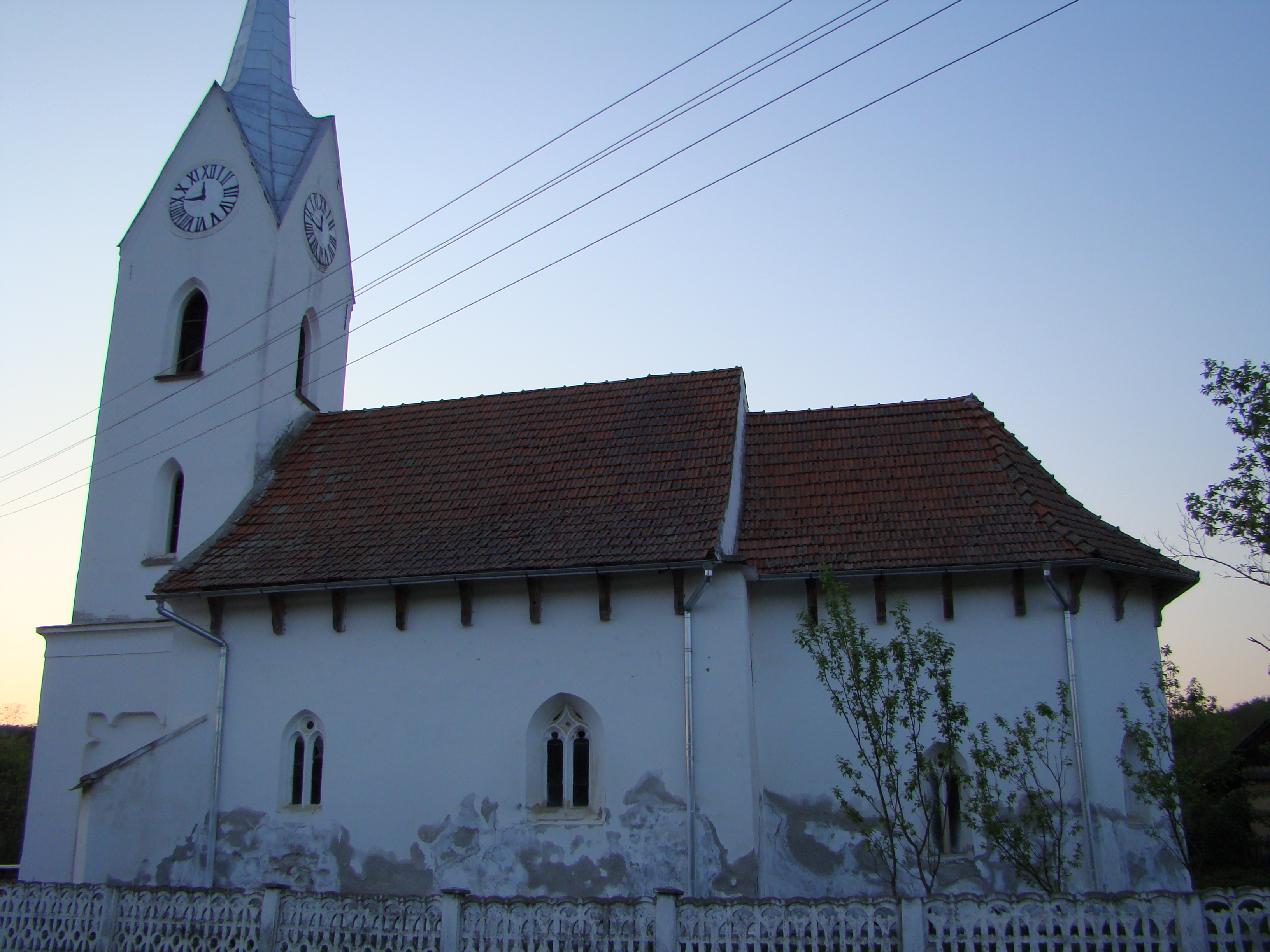
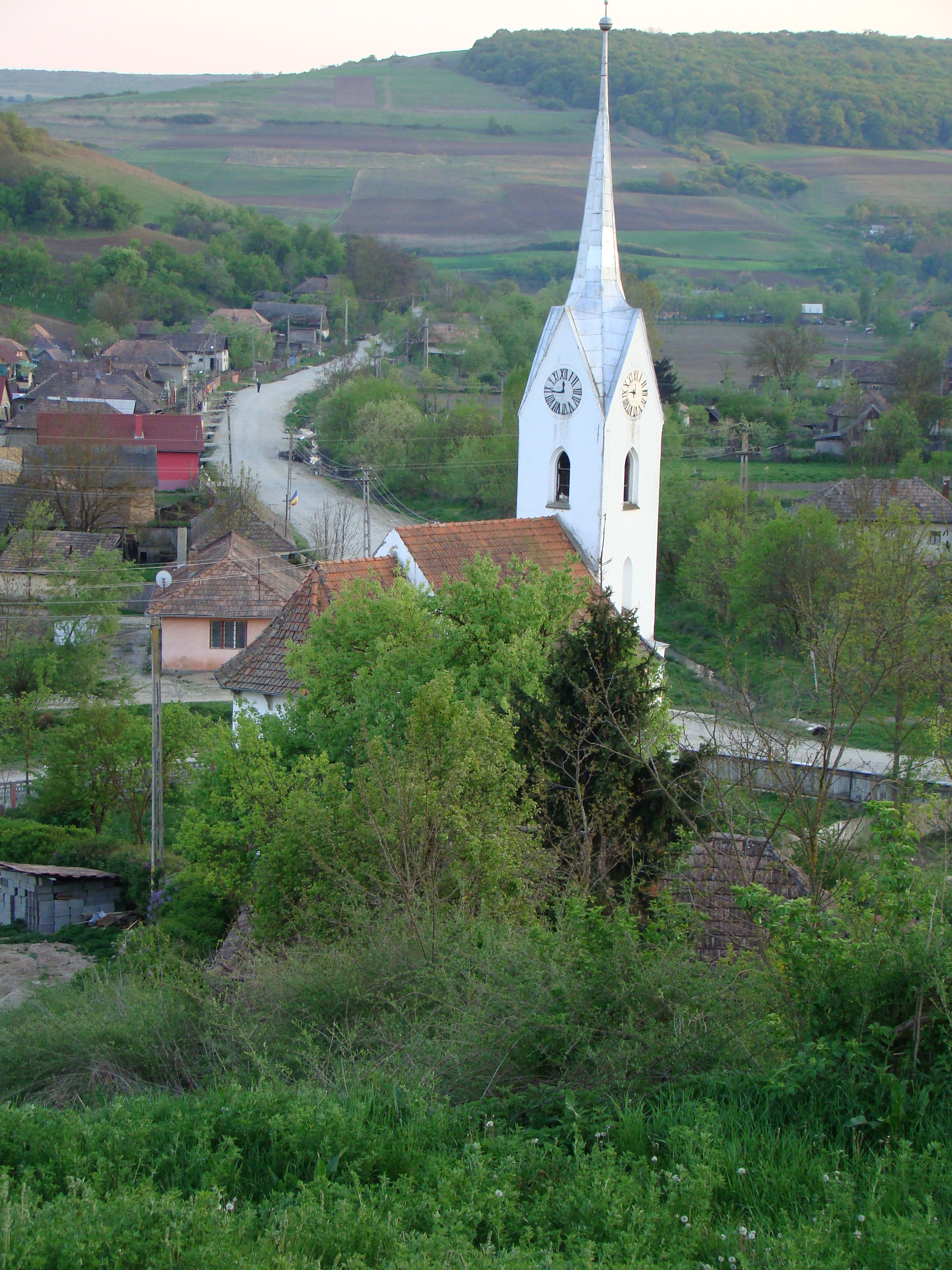
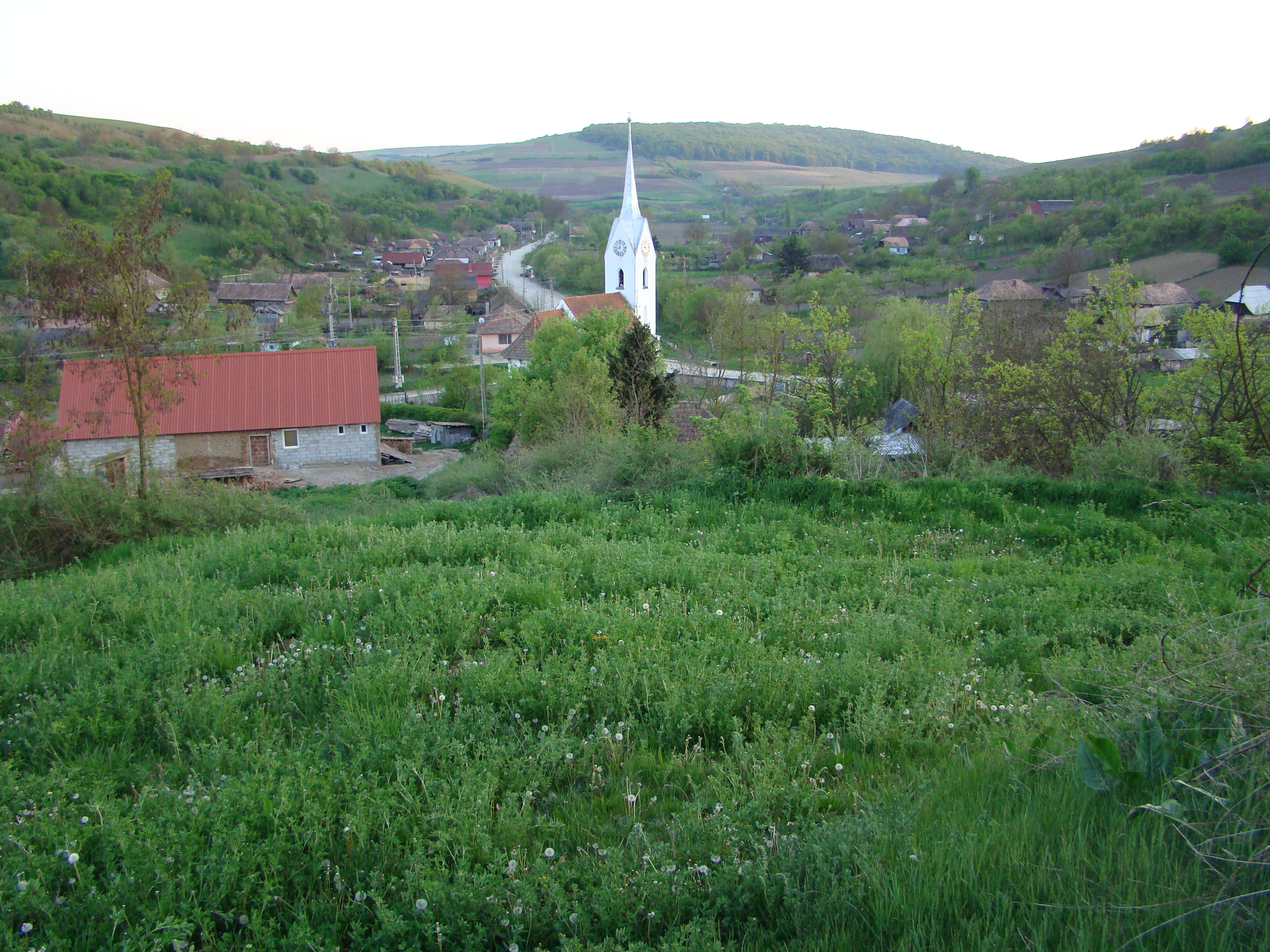

Biserica de lemn, monument istoric (1804)

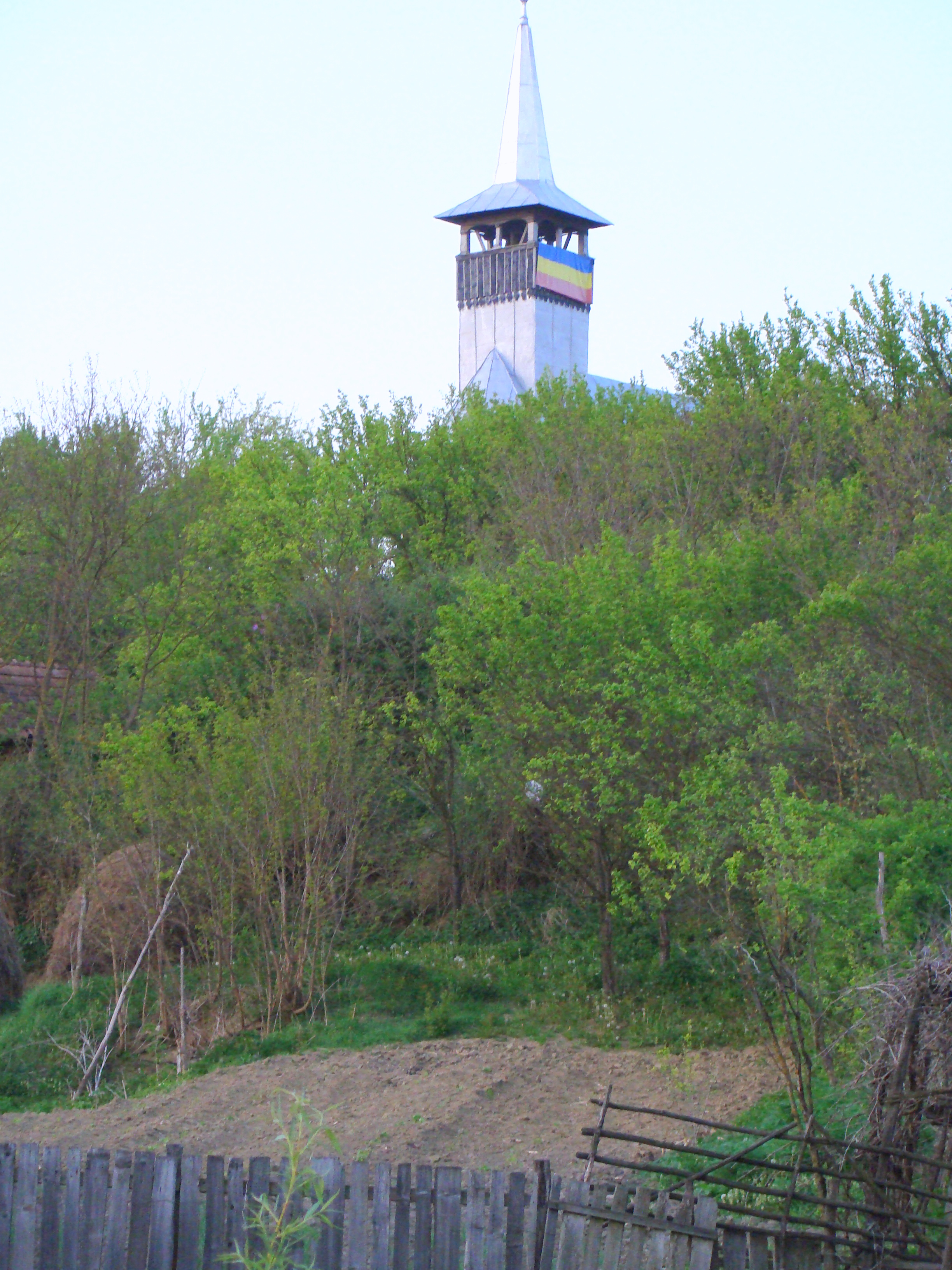
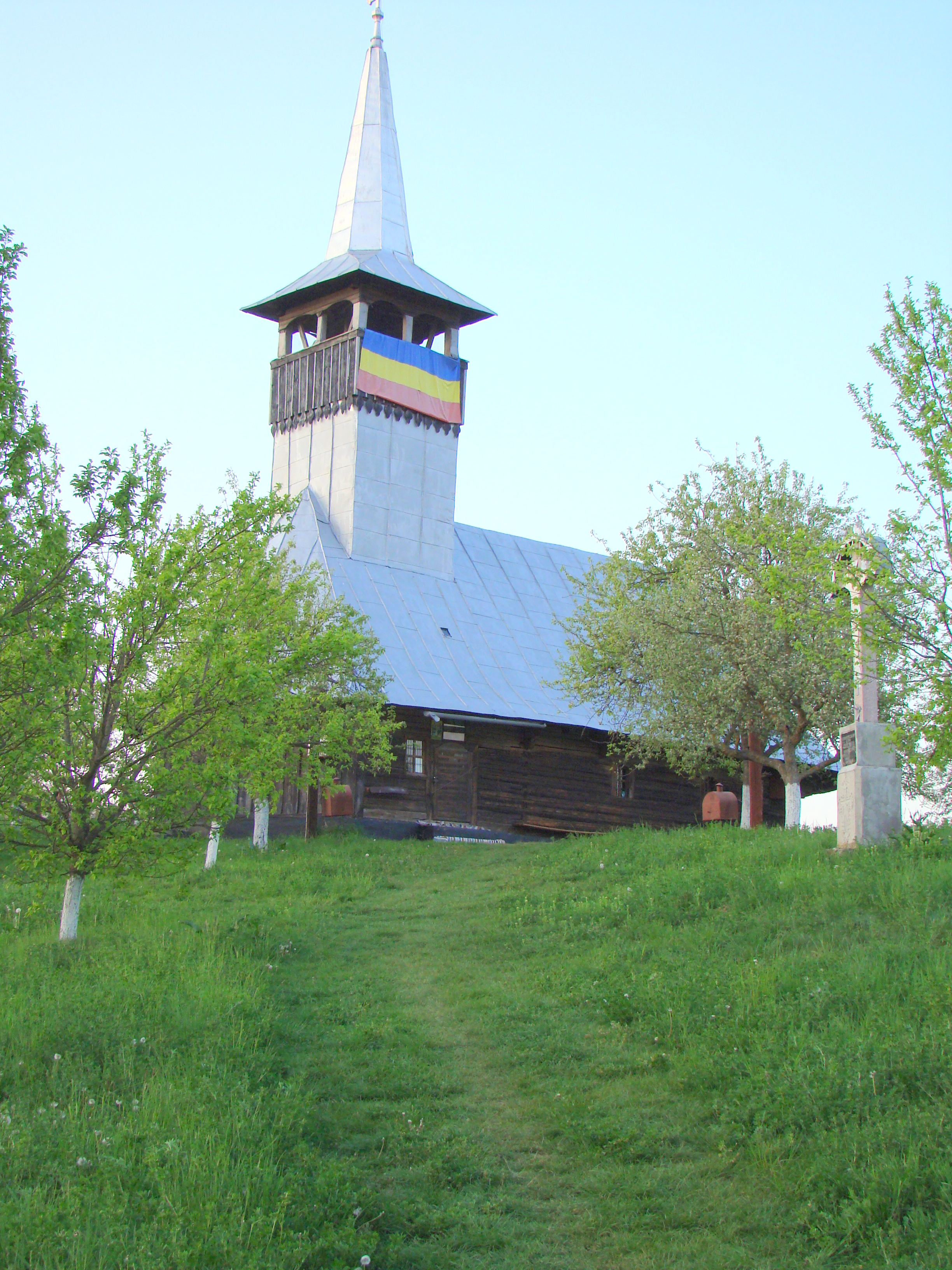
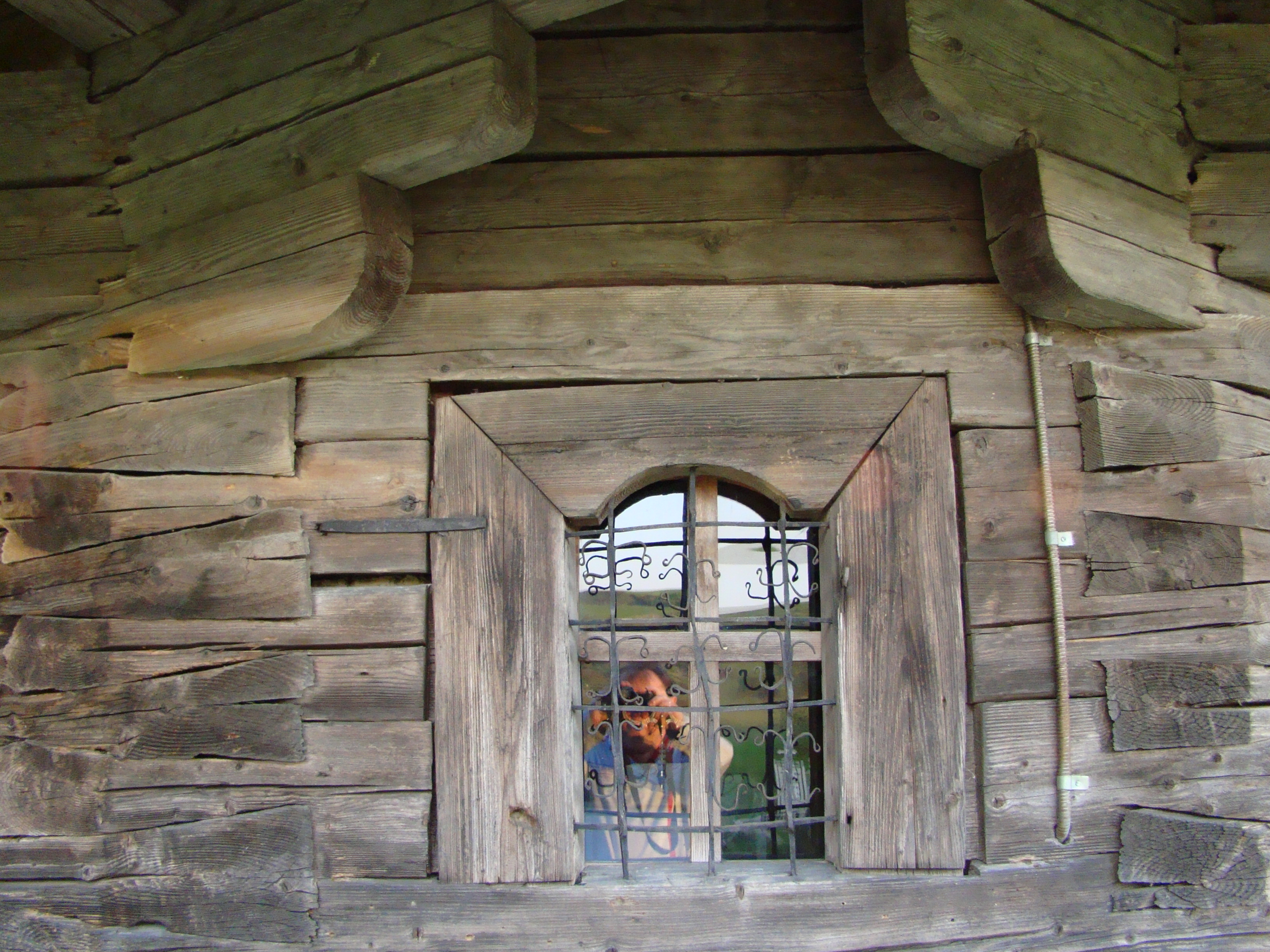
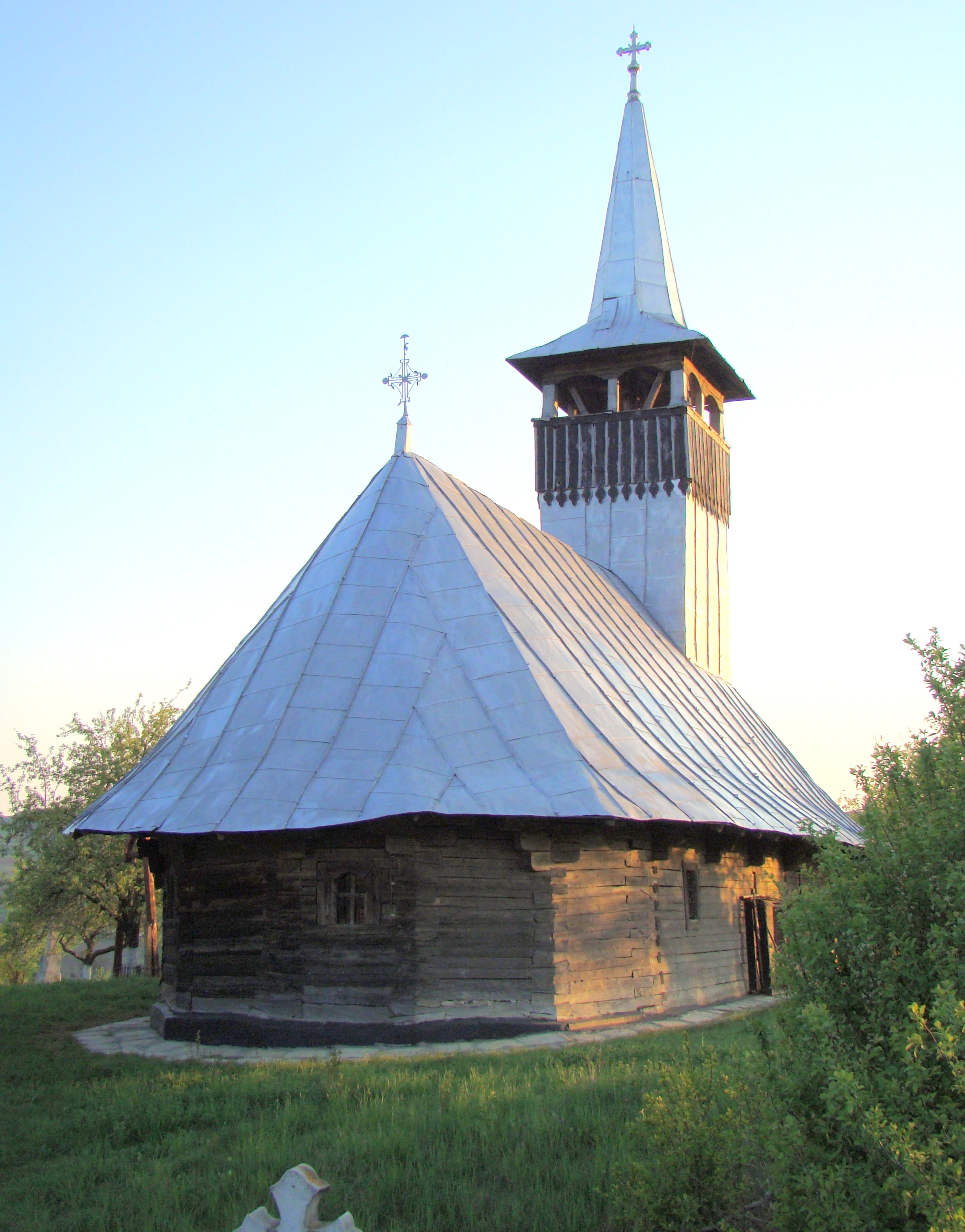
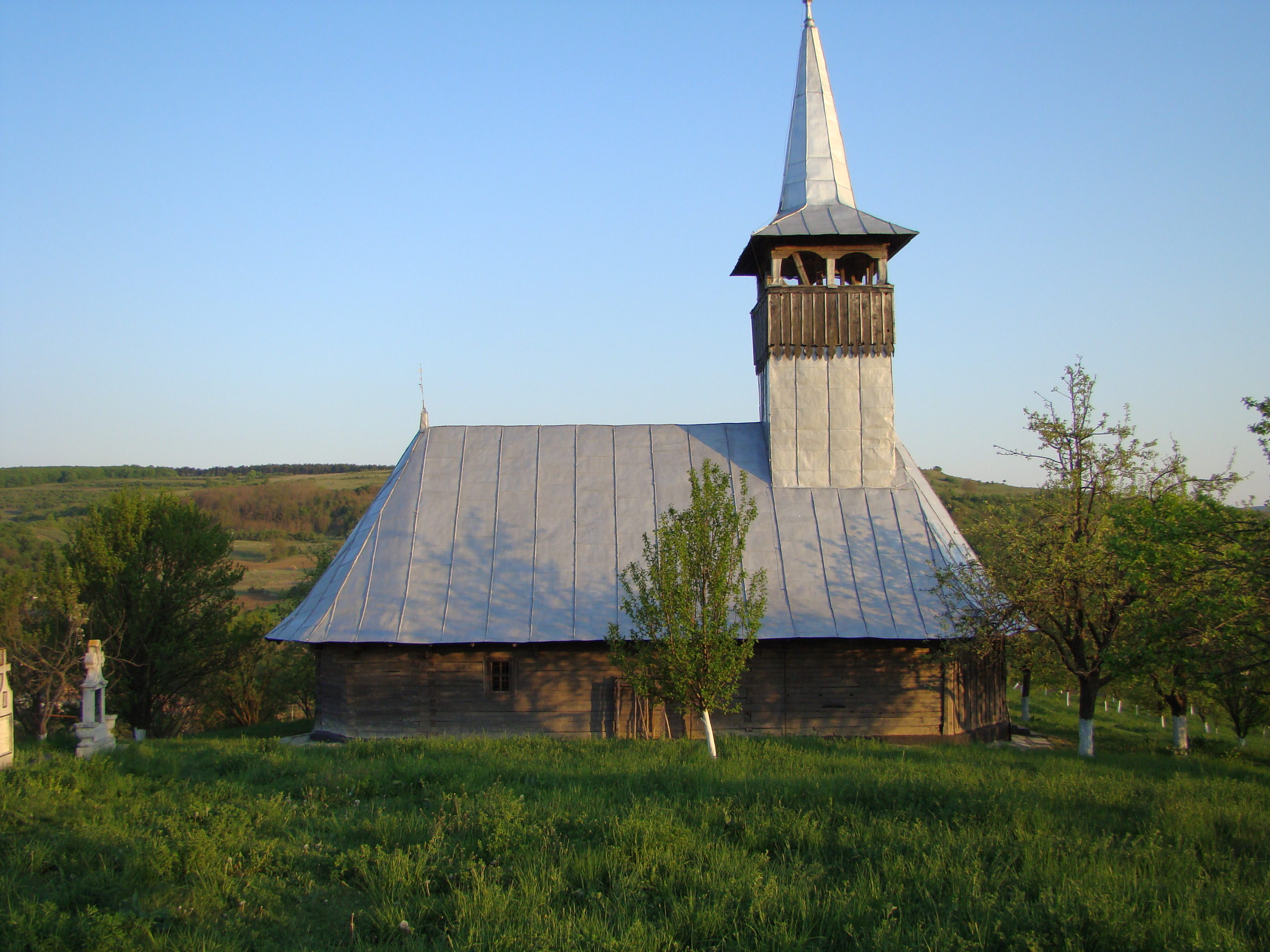
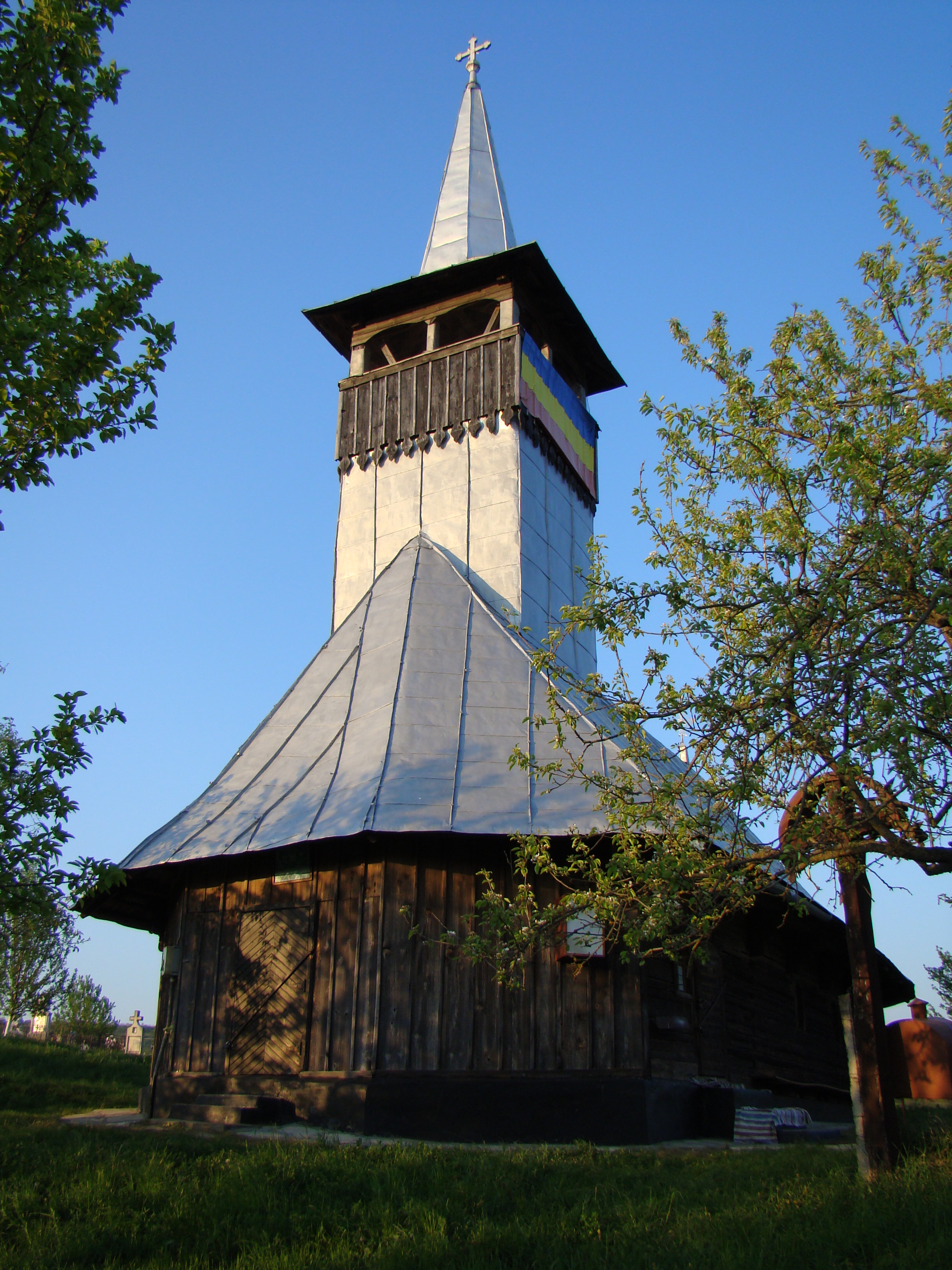